# Корольовка
Корольовка (рум. Coroliovca) — село у Гинчештському районі Молдови. Входить до складу комуни, адміністративним центром якої є село Серата-Галбене.

## Населення
За даними перепису населення 2004 року у селі проживала 91 особа.
Національний склад населення села:
| Національність | Кількість осіб | Відсоток |
| -------------- | -------------- | -------- |
| українці       | 42             | 46,2%    |
| молдавани      | 31             | 34,1%    |
| цигани         | 17             | 18,7%    |
| болгари        | 1              | 1,1%     |
| Всього         | 91             | 100%     |